# Roman Kozłowski

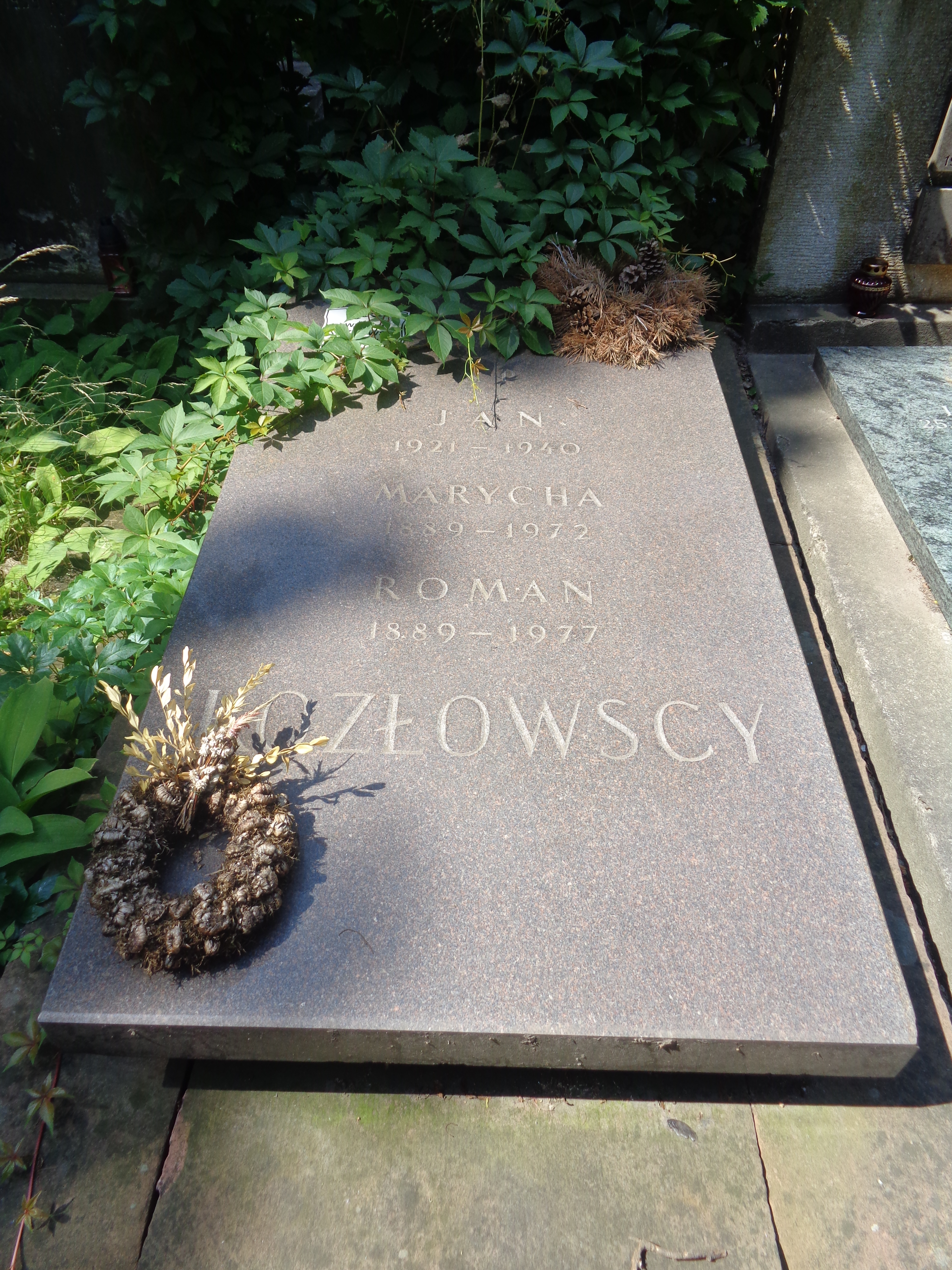
Grób Romana Kozłowskiego na cmentarzu Powązkowskim

Roman Stanisław Jakub Kozłowski (ur. 1 lutego 1889 w Zazamczu pod Włocławkiem, zm. 2 maja 1977 w Warszawie) – polski paleontolog i geolog, profesor.

## Życiorys
Ojciec, Zdzisław, był leśnikiem, matką była Zofia z Kowalewskich.
Ukończył Włocławską Szkołę Handlową w 1907, w międzyczasie brał udział w strajku szkolnym w 1905 w proteście przeciwko zakazowi nauczania w języku polskim. Unikając poboru do armii carskiej wyjechał w 1907 i studiował nauki przyrodnicze na Uniwersytecie we Fryburgu szwajcarskim (1907–1908), a potem na Sorbonie (1908–1910), gdzie przedmiotem jego studiów były nauki geologiczne i biologiczne. Uzyskał licencjat nauk przyrodniczych w 1910. Następnie przez trzy lata prowadził badania paleontologiczne w Muzeum Historii Naturalnej w Paryżu pod kierunkiem francuskiego paleontologa Marcellina Boule’a.
W 1913 przyjął zaproszenie do pracy w Szkole Górniczej w Oruro w Boliwii (Escuela National de Mines de Oruro), początkowo jako wykładowca, a od 1915 do 1919 jako jej dyrektor. W tym czasie zreorganizował uczelnię na wzór europejskich politechnik i doprowadził do nadania jej statusu uczelni wyższej. Od 1918 była to Państwowa Szkoła Inżynierów Górniczych (Escuela National de Ingenieros). Poza tym zorganizował w Oruro stację meteorologiczną i pierwsze w Boliwii muzeum geologiczne. Dla rządu Boliwii wykonał także ekspertyzy geologiczne złóż węgla, ropy naftowej, srebra i cyny. W 1919 zrezygnował z pracy na uczelni, gdyż wyruszył na serię wypraw badawczych. W latach 1920–1921 odbył m.in. konną podróż naukową przez Andy Boliwijskie (z żoną Marią), gromadząc zbiory boliwijskich skamieniałości i minerałów. Dokumentował także wielkie złoża cyny i cynku.
W 1921 wrócił do Polski, ale od razu wyjechał do Paryża i zatrudnił się ponownie w Musée National d’Histoire Naturelle w Paryżu, w pracowni mineralogicznej i paleontologicznej. Przygotował tam doktorat obroniony na Sorbonie w 1923, na podstawie pracy Faune dévonienne de Bolivie.
Po doktoracie przyjechał do Warszawy i w 1924 podjął pracę wykładowcy paleontologii na Wolnej Wszechnicy Polskiej w Warszawie. Miał też zlecone wykłady paleontologii na Uniwersytecie Warszawskim. W 1927 objął na tym uniwersytecie nowo utworzoną Katedrę Paleontologii jako profesor nadzwyczajny. W 1929 ukazała się jego ważna praca o ramienionogach syluru Podola: Les Brachiopodes gothlandiens de la Podolie polonaise. Profesorem zwyczajnym został mianowany w 1934.
W czasie okupacji niemieckiej (1940–1944) zatrudniony był w Państwowym Instytucie Geologicznym pod zarządem niemieckim jako kustosz zbiorów geologicznych. Pracę w Instytucie kontynuował też po wyzwoleniu. Od 1946 pracował już wyłącznie na Uniwersytecie Warszawskim. Jednocześnie zainicjował powstanie Instytutu Paleobiologii PAN.
Uczestniczył w szeregu rządowych agend związanych z nauką. Od połowy 1946 do 1949 był wiceprzewodniczącym Komisji Odbudowy Nauki Polskiej przy Centralnym Urzędzie Planowania, od marca 1948 pracował w Komisji ds. Organizacji Nauki Polskiej Rady Głównej Ministerstwa Oświaty. Był też członkiem Państwowej Rady Geologicznej od początku jej istnienia, członkiem Komitetu Nagród Państwowych oraz Komisji Popierania Twórczości Naukowej i Artystycznej przy Prezydium Rady Ministrów.
Był inicjatorem powstania dwóch głównych pism paleontologicznych w Polsce: Palaeontologia Polonica (1929) i Acta Palaeontologica Polonica (1956) i długoletnim ich redaktorem.
Opublikował 43 prace oryginalne i wiele artykułów popularnych i przeglądowych.
Pochowany na cmentarzu Powązkowskim (kwatera 284b-3-11).

## Życie prywatne
Jego wnuczką jest paleontolożka Anna Kozłowska, badaczka graptolitów.

## Osiągnięcia naukowe
Główne jego osiągnięcia dotyczą badań nad ramienionogami i graptolitami. W czasie studiów nad ramienionogami wprowadził nowatorskie w skali światowej techniki: wykonywanie szlifów seryjnych aparatu zawiasowego oraz badań mikrostruktury muszli. Podstawowe monografie Kozłowskiego poświęcone były boliwijskim ramienionogom z karbonu (1914) i dewonu (doktorat) oraz sylurskim z Podola.
Najważniejszych odkryć dokonał w zakresie badań nad graptolitami. Dzięki odkryciu w 1930 wyjątkowo dobrze zachowanych niezdeformowanych graptolitów w utworach krzemionkowych w ordowiku Gór Świętokrzyskich oraz opracowaniu nowych metod badawczych udało mu się ustalić właściwą pozycję systematyczną tych zwierząt. Uprzednie badania wskazywały na ich przynależność do jamochłonów lub mszywiołów, natomiast Kozłowski udowodnił, że są to półstrunowce. Jednocześnie wydzielił kilka nowych rzędów (Tuboidea, Camaroidea, Stolonoidea i Crustoidea), ustanowił 109 nowych gatunków i rodzajów oraz dokonał szeregu odkryć w zakresie budowy i histologii graptolitów. Pozycja systematyczna graptolitów zaproponowana przez Kozłowskiego, pomimo długotrwałych dyskusji, została ostatecznie zaaprobowana przez paleontologów.

## Odznaczenia i wyróżnienia
Otrzymał tytuł doctor honoris causa Sorbony, w 1964 Uniwersytetu Jagiellońskiego i uniwersytetu w Modenie, szereg odznaczeń państwowych i naukowych (m.in. Medal Wollastona (w 1961, jako jedyny Polak), złoty medal Akademii Nauk USA).
W 1951 został odznaczony Krzyżem Komandorskim Orderu Odrodzenia Polski, w 1954 Orderem Sztandaru Pracy II klasy, a w 1959 Orderem Sztandaru Pracy I klasy.

## Upamiętnienie
- Jego nazwiskiem nazwano 26 taksonów skamieniałości, a 17 IV 1990 Poczta Polska wydała znaczek ku jego czci[8];
- W 1990 Instytutowi Paleobiologii PAN nadano imię Romana Kozłowskiego[8];
- W warszawskiej dzielnicy Ursynów jego imieniem nazwano park miejski[8];
- W 1990 roku Poczta Polska wyemitowała znaczek pocztowy z wizerunkiem profesora według projektu Ryszarda Dudzickiego (Numer katalogowy: 3116)[9]

## Członkostwo w towarzystwach naukowych
- Członek Polskiej Akademii Umiejętności.
- Członek rzeczywisty Polskiej Akademii Nauk.
- Członek honorowy Polskiego Towarzystwa Geologicznego[10].
- Członek korespondent Czeskiej Akademii Nauk.
- Członek honorowy Czechosłowackiego Towarzystwa Mineralogii i Geologii.
- Członek korespondent Société Géologique de France.
- Członek honorowy Geological Society of London.
- Członek honorowy Geological Society of America.
- Członek korespondent The Paleontological Society (USA).
- Członek honorowy Société Belge de Géologie, de Paléontologie et d’Hydrologie.
- Członek honorowy Société Géologique de Belgique.
- Członek honorowy Geologiska Föreningen I Stockholm.
- Członek honorowy Vsesojuznoje Paleontologiczeskoje Obszczestvo (ZSRR).
- Członek honorowy Paläontologische Gesellschaft (RFN).
- Członek honorowy The Paleontological Society of India.
- Członek korespondent Sociedad Geologica del Peru.
- Członek korespondent Academia Columbiana de Ciencias Exáctas, Fisicas y Naturales, Bogotá (Kolumbia).
- Członek korespondent Académie des Sciences (Francja).
- Członek honorowy Węgierskiego Towarzystwa Geologicznego.
- Członek honorowy National Geographical Society (USA).
- Członek honorowy Senckenbergische Naturforschende Gesellschaft (RFN).